# SuperTennis
SuperTennis è una rete televisiva sportiva italiana dedicata al tennis edita da Sportcast S.r.l.
Il canale televisivo si basa su: notizie, attualità, dirette dei tornei, programmi didattici, divulgazione tecnica, rievocazioni storiche, approfondimenti e quant'altro sull'universo del tennis.
Dal 4 aprile 2014 il presidente della società è l'avv. Francesco Soro, il quale svolge l'incarico a titolo gratuito.

## Storia
L'emittente televisiva fu allestita e organizzata dalla Federtennis, tramite la società editrice Sportcast srl, società partecipata al 100% dalla FITP. Sportcast, che fornisce servizi anche a terzi, oltre al canale gestisce tutte le altre attività editoriali e di comunicazione della Federazione:
- Rivista digitale settimanale “SuperTennis Magazine”, diretta da Enzo Anderloni
- Portale internet www.federtennis.it
- Sito degli Internazionali d’Italia www.internazionalibnlditalia.it
- Newsletter “SuperTennis Web”
- Ufficio Stampa della FITP
- Ufficio Stampa degli Internazionali BNL d'Italia

Il nuovo canale sfrutta le risorse tecnico-operative e di messa in onda sia di Digicast, sia della Rai, in merito alla fornitura di tecnologia specifico. La Rai mette a disposizione anche l'accesso alla Rai Teche, consentendo così a SuperTennis di riproporre immagini di grandi eventi agonistici del passato.
Massimo Caputi e Karolina Boniek fecero parte della squadra di SuperTennis, che ebbe tra i suoi promotori anche due celebrità come Lea Pericoli e Nicola Pietrangeli. La direzione editoriale fu affidata a Giancarlo Baccini, i servizi e altro furono affidati a sei inviati coordinati da Beatrice Manzari: Francesca Paoletti, Lorenzo Fares, Livio D'Alessandro, Alessandro Nizegorodcew, Giovanni Di Natale e Gianluca Galeazzi, figlio del noto Gian Piero Galeazzi che nel 2012 passò a LA7, quindi fu sostituito da Giorgio Spalluto.
Dal 1º maggio 2012, esclusivamente via satellite, il canale trasmette solo in alta definizione col nome di SuperTennis HD.
Dal 2 agosto 2014, il canale trasmette solo in alta definizione anche sulla piattaforma Tivùsat.
Il 14 dicembre 2015 è stato aggiunto nel mux TIMB 2 ampliando ancor di più la copertura sul digitale terrestre. Dal 26 febbraio 2016 è disponibile anche sul mux TIMB 3, e dal 15 gennaio 2017 esclusivamente su quest'ultimo. Dal 25 febbraio 2020 il canale è visibile esclusivamente in HD anche sul digitale terrestre.
La redazione è composta da Lorenzo Fares, Alessandro Rocca, Giorgio Spalluto, Lucrezia Marziale, Roberto Cozzi Lepri, Luca Fiorino e Lorenzo Andreoli. Nello studio televisivo solitamente si alternano Elena Ramognino e Lucrezia Marziale nella conduzione in compagnia di vari giornalisti specializzati sul tennis, che commentano le partite dopo la trasmissione in diretta. Livio D’Alessandro è il direttore editoriale.
Il 1º settembre 2020 il canale abbandona il satellite rimanendo visibile solo sul digitale terrestre.
Il 26 giugno 2021, grazie a un accordo tra Sky Italia e Sportcast, viene annunciato che dal 1º luglio SuperTennis tornerà a trasmettere via satellite, passando inoltre dalla posizione 224 alla 212.
Dal 1º maggio 2023 il canale diventa visibile sulle Smart TV anche nel formato HbbTV e permette la visione di contenuti aggiuntivi.

## Eventi
SuperTennis trasmette le partite della nazionale italiana impegnata nelle sfide di Coppa Davis e World Group di Coppa Davis in diretta non esclusiva soltanto sulla propria piattaforma OTT SuperTennix nonché il World Group di Fed Cup, comprese le partite dell'Italia in diretta esclusiva.
La gestione della terza e ultima giornata della finale di Coppa Davis 2010 fu notevolmente criticata, quando il segnale della TV venne criptato contemporaneamente sul digitale terrestre e sul satellite, causando la protesta di molti appassionati.
Dal 2017 al 2019, ha avuto l'esclusiva anche per l'evento della Laver Cup.
Il 21 marzo 2023, viene annunciato l'acquisto in esclusiva di tutti i diritti media degli US Open che così tornano a essere trasmessi in chiaro gratuitamente dopo ben 34 anni. Oltre che sul canale lineare, SuperTennis attraverso la tecnologia HbbTV permetterà, ai possessori di smart TV sul digitale terrestre, di accedere ad altri 3 campi contemporaneamente.
Dal 2024, il canale perde i diritti di trasmissione di tutti gli eventi ATP e WTA. Un successivo accordo con Sky permette al canale di tornare a trasmettere i soli tornei femminili, a fronte della cessione in simulcast dei diritti degli US Open.

## Slam
La rete trasmette anche alcune finali/partite degli Slam del passato, solitamente durante il periodo dello Slam in questione.

### Wimbledon
- Finale Wimbledon 1980, Borg vs McEnroe
- Quarto round Wimbledon 2001, Federer vs Sampras
- Finale Wimbledon maschile 2001, Rafter vs Ivanišević
- Finale Wimbledon femminile 2004, S. Williams vs Šarapova
- Finale Wimbledon maschile 2007, Federer vs Nadal
- Finale Wimbledon maschile 2008, Federer vs Nadal
- Finale Wimbledon maschile 2009, Federer vs Roddick
- Finale Wimbledon maschile 2012, Federer vs Murray
- Finale Wimbledon maschile 2013, Murray vs Đoković
- Finale Wimbledon doppio femminile 2014, Errani/Vinci vs Babos/Mladenović

### US Open
- Finale US Open maschile 2002, Sampras vs Agassi
- Finale US Open maschile 2005, Federer vs Agassi
- Finale US Open maschile 2009, Federer vs Del Potro
- Quarto round US Open femminile 2010, Pennetta vs Zvonarëva
- Terzo round US Open maschile 2015, Fognini vs Nadal
- Semifinale US Open femminile 2015, Vinci vs Williams
- Semifinale US Open femminile 2015, Pennetta vs Halep
- Finale US Open femminile 2015, Pennetta vs Vinci

### Roland Garros
- Finale Roland Garros maschile 2004, Coria vs Gaudio
- Finale Roland Garros maschile 2009, Federer vs Soderling
- Finale Roland Garros femminile 2010, Schiavone vs Stosur
- Finale Roland Garros femminile 2011, Schiavone vs Li Na
- Finale Roland Garros femminile 2012, Errani vs Šarapova

### Australian Open
- Finale Australian Open maschile 2009, Federer vs Nadal

## Programmi
- I miti del Foro
- Race to Foro
- News
- Tennis Parade
- Circolando
- Cronache Italiane
- Tennis Magazine
- Ball Boys
- Simposio
- Tennis Trophy FIT Kinder+Sport
- Kia Tennis Trophy
- Centri estivi FIT
- One to One
- Terra rosa
- Padel - Colpo del campione
- Bandeja - Tutti i segreti del Padel
- Lezioni di tennis
- ATP Magazine
- ATP Uncovered
- Wimbledon Official Films
- WTA Magazine
- SuperTennis Today
- Tie Break
- Next to the Top
- Discovering NextGen
- Road to Torino - La storia delle Nitto ATP Finals
- Colpo da campione
- Tie Book

## Commentatori
- Lorenzo Fares
- Giorgio Spalluto
- Luca Fiorino
- Lorenzo Andreoli
- Giorgio Basile
- Alessandro Stoppani
- Dario Castaldo
- Francesco Elia
- Mauro Ricevuti
- Marco Meneschincheri
- Diego Nargiso
- Gianni Ocleppo
- Alessandro Ferrari
- Marco Di Nardo
- Livio D'Alessandro (padel)
- Ludovico Pisani (padel)

## Loghi

Logo usato dal 10 novembre 2008 al 30 aprile 2016
Logo in uso dal 30 aprile 2016

## Ascolti

### Share mensile
Giorno medio mensile su target individui 4+.
| Anno | Gen   | Feb   | Mar   | Apr   | Mag   | Giu   | Lug   | Ago   | Set   | Ott   | Nov   | Dic   | Media anno |
| ---- | ----- | ----- | ----- | ----- | ----- | ----- | ----- | ----- | ----- | ----- | ----- | ----- | ---------- |
| 2011 | 0,02% | 0,03% | 0,02% | 0,03% | 0,05% | 0,04% | 0,05% | 0,04% | 0,03% | 0,03% | 0,03% | 0,03% | 0,03%      |
| 2012 | 0,04% | 0,05% | 0,03% | 0,04% | 0,07% | 0,06% | 0,06% | 0,03% | 0,04% | 0,04% | 0,04% | 0,02% | 0,04%      |
| 2013 | 0,05% | 0,09% | 0,09% | 0,10% | 0,16% | 0,08% | 0,13% | 0,16% | 0,08% | 0,11% | 0,05% | 0,05% | 0,10%      |
| 2014 | 0,09% | 0,11% | 0,14% | 0,14% | 0,21% | 0,11% | 0,12% | 0,21% | 0,14% | 0,15% | 0,08% | 0,05% | 0,13%      |
| 2015 | 0,08% | 0,16% | 0,19% | 0,17% | 0,18% | 0,16% | 0,13% | 0,21% | 0,16% | 0,19% | 0,12% | 0,07% | 0,15%      |
| 2016 | 0,07% | 0,12% | 0,13% | 0,12% | 0,17% | 0,10% | 0,15% | 0,08% | 0,10% | 0,12% | 0,08% | 0,06% | 0,11%      |
| 2017 | 0,10% | 0,18% | 0,15% | 0,17% | 0,20% | 0,16% | 0,11% | 0,20% | 0,11% | 0,18% | 0,10% | 0,05% | 0,14%      |
| 2018 | 0,12% | 0,18% | 0,17% | 0,17% | 0,18% | 0,15% | 0,12% | 0,18% | 0,13% | 0,15% | 0,08% | 0,05% | 0,14%      |
| 2019 | 0,10% | 0,15% | 0,15% | 0,15% | 0,16% | 0,17% | 0,17% | 0,21% | 0,17% | 0,17% | 0,18% | 0,06% | 0,15%      |
| 2020 | 0,10% | 0,12% | 0,09% | 0,07% | 0,07% | 0,07% | 0,08% | 0,14% | 0,13% | 0,11% | 0,09% | 0,05% | 0,09%      |
| 2021 | 0,06% | 0,09% | 0,16% | 0,17% | 0,20% | 0,15% | 0,14% | 0,25% | 0,14% | 0,22% | 0,20% | 0,13% | 0,15%      |
| 2022 | 0,16% | 0,18% | 0,21% | 0,20% | 0,20% | 0,30% | 0,35% | 0,29% | 0,17% | 0,25% | 0,12% | 0,07% | 0,21%      |
| 2023 | 0,15% | 0,20% | 0,24% | 0,24% | 0,24% | 0,29% | 0,30% | 0,43% | 0,39% | 0,40% | 0,23% | 0,12% | 0,26%      |
| 2024 | 0,17% | 0,09% | 0,14% | 0,12% | 0,12% | 0,12% | 0,10% | 0,29% | 0,50% | 0,34% | 0,33% | 0,13% | 0,20%      |
| 2025 | 0,18% | 0,15% | 0,20% | 0,20% | 0,45% | 0,24% |       |       |       |       |       |       |            |